# Zerstörer 1936
Zerstörer 1936 ( "cacciatorpediniere 1936" in tedesco) era una classe di cacciatorpediniere della Kriegsmarine tedesca, entrata in servizio tra il 1938 e il 1939. È anche nota come classe 1936 o Type 1936.

## Il progetto
Questa classe era la diretta discendente della precedente classe di cacciatorpediniere tedeschi, la Zerstörer 1934; rispetto a questa, le navi della Classe 1936 si dimostrarono molto più riuscite: vennero risolti gli inconvenienti ai motori (che si dimostrarono molto più affidabili), l'integrità strutturale venne migliorata e le doti nautiche incrementate. Gran parte di questi miglioramenti furono dovuti alla riduzione del peso in alto della nave (tramite l'accorciamento dei fumaioli e delle sovrastrutture) e al nuovo disegno della prua (lievemente diverso nelle ultime tre navi della classe). L'armamento si basava ancora su 5 cannoni da 127 mm in torri singole (due a prua sovrapposte, due a poppa sovrapposte e una a mezzanave più spostata verso poppa) nonché su otto tubi lanciasiluri da 533 mm; l'armamento antiaereo (piuttosto leggero) si basava su 4 pezzi da 37 mm e altrettanti da 20 mm.
Vennero ordinate 26 navi di questo tipo, ma solo sei vennero completate allo scoppio della seconda guerra mondiale; la costruzione delle altre venne cancellata e la Kriegsmarine ordinò invece 12 nuove unità della classe Zerstörer 1936A, una versione migliorata della Classe 1936. Tutte le unità vennero costruite nei cantieri Deschimag di Brema.

## Le navi
Come la precedente classe, le navi della Classe 1936 portavano, oltre ad una sigla identificativa progressiva, il nome di un membro della Kaiserliche Marine distintosi in servizio.

### Z17 Diether von Roeder
Impostata il 9 settembre 1936 e varata il 19 agosto 1937, entrò in servizio il 29 agosto 1938. Prendeva il nome dal capitano Diether von Roeder, comandante della torpediniera S66 perito nell'affondamento della sua nave nel luglio del 1918. Dopo un breve ciclo di operazioni nel Mar Baltico in appoggio all'invasione della Polonia, venne impiegata per stendere i campi minati tedeschi nel Mare del Nord. Nel febbraio del 1940 compì una missione di minamento al largo delle coste della Gran Bretagna. Nell'aprile del 1940 prese parte all'Operazione Weserübung, inquadrata nel Marinegruppe 1 incaricato di occupare lo strategico porto norvegese di Narvik; l'operazione ebbe successo, ma le navi tedesche non poterono rientrare in patria a causa della carenza di carburante. La mattina del 10 aprile 1940, cacciatorpediniere britannici penetrarono nel fiordo di Narvik ed attaccarono a sorpresa le navi tedesche, dando origine alla prima battaglia navale di Narvik; la Diether von Roeder venne ripetutamente colpita da proiettili da 4,7 pollici, riportando gravi danni e vari incendi. Ormai incapace di muovere, la nave venne ancorata nel porto di Narvik per fungere da batteria galleggiante. Il 13 aprile, una seconda forza navale britannica comprendente la corazzata HMS Warspite entrò nel fiordo di Narvik per finire le rimanenti navi tedesche, dando luogo alla seconda battaglia navale di Narvik; la immobile Diether von Roeder si difese come poté, riuscendo anche a mettere a segno sette colpi sul cacciatorpediniere britannico HMS Cossack, che finì arenato. Esaurite le munizioni, l'equipaggio abbandonò la nave che venne fatta esplodere poco dopo.

### Z18 Hans Lüdemann
Impostata il 9 settembre 1936 e varata il 1º dicembre 1937, entrò in servizio l'8 ottobre 1938. Prendeva il nome dall'ingegnere navale Hans Lüdemann, che nel 1913 diede la vita per salvare la torpediniera S148, in fiamme dopo un'esplosione nel locale caldaie. Partecipò alle missioni di minamento nel Mare del Nord all'inizio della guerra, comprese due missioni al largo della costa della Gran Bretagna, e ad alcune crociere di interdizione del traffico mercantile nemico. Nell'aprile del 1940 partecipò all'Operazione Weserübung, inquadrata nel Marinegruppe 1 incaricato di occupare il porto di Narvik; per l'occasione, sulla nave vennero imbarcati 200 soldati delle truppe da montagna tedesche. La Hans Lüdemann portò a compimento con successo la sua missione, ma come le altre navi tedesche non poté rientrare in patria a causa della carenza di carburante. Il 10 aprile, la nave venne attaccata dai cacciatorpediniere britannici, ricevendo due colpi di grosso calibro ma riportando danni lievi. Il 13 aprile seguente, ingaggiò di nuovo i cacciatorpediniere britannici in un serrato combattimento negli stretti spazi del fiordo di Narvik; esaurite le munizioni e il carburante, la nave venne fatta arenare. L'equipaggio cercò di farla saltare in aria, ma l'esplosione provocò pochi danni; poco dopo comunque, il relitto immobile venne distrutto da un siluro lanciato dal cacciatorpediniere HMS Hero.

### Z19 Hermann Künne
Impostata il 5 ottobre 1936 e varata il 22 dicembre 1937, entrò in servizio il 12 gennaio 1939. Prendeva il nome dal marinaio Hermann Künne, membro dell'equipaggio della torpediniera S53 ucciso in combattimento il 23 aprile 1918 durante il raid britannico contro la base navale di Zeebrugge. Partecipò alle missioni di posa di mine nel Mare del Nord, comprese quattro operazioni al largo della costa della Gran Bretagna. Nell'aprile del 1940 partecipò all'Operazione Weserübung, inquadrata nel Marinegruppe 1 incaricato di occupare il porto di Narvik; per l'occasione a bordo vennero imbarcati 200 soldati delle truppe da montagna tedesche. L'operazione fu un successo, ma la pari delle altre navi la Hermann Künne non poté rientrare in patria a causa della carenza di carburante. Durante l'attacco dei cacciatorpediniere britannici del 10 aprile, la nave era ancorata nel porto in attesa di essere rifornita; l'esplosione della vicina Z22 Anton Schmitt , colpita da due siluri britannici, provocò danni anche sulla Künne, che non poté così entrare in azione. Il 13 aprile era di guardia all'imboccatura del fiordo di Narvik, e quindi fu la prima ad avvistare la flotta britannica in avvicinamento; dopo un serrato combattimento, esaurite munizioni e carburante, venne fatta arenare per permettere all'equipaggio di mettersi in salvo. Lo scafo immobile venne poi distrutto da siluri lanciati dal cacciatorpediniere HMS Eskimo; il relitto venne recuperato al termine della guerra e demolito tra il 1960 e il 1963.

### Z20 Karl Galster
Impostata il 14 settembre 1937 e varata il 15 giugno 1938, entrò in servizio il 21 marzo 1939. Prendeva il nome dal capitano Karl Galster, comandante della torpediniera S22 perito nell'affondamento della sua nave il 25 marzo 1916. All'inizio della guerra prese parte alle missioni di posa di mine nel Mare del Nord, comprese quattro operazioni al largo della costa della Gran Bretagna. Poiché si trovava in cantiere per delle riparazioni, non prese parte all'Operazione Weserübung, ma rientrò in squadra appena in tempo per partecipare all'Operazione Juno, il raid delle navi da battaglia Gneisenau e Scharnhorst contro le unità britanniche che operavano al largo della costa norvegese. Tra luglio e settembre del 1940 venne usata per ulteriori missioni di minamento nel Mare del Nord, prima di essere inviata in Francia nel dicembre seguente. Dopo alcune missioni nel Canale della Manica, la Karl Galster venne trasferita in Norvegia nel novembre del 1941, prendendo parte a numerose missioni di scorta e di pattugliamento nelle acque norvegesi. Nel settembre del 1943 partecipò all'Operazione Sizilien, la prima missione operativa della corazzata Tirpitz. Richiamata in patria sul finire del 1944, partecipò alle missioni di soccorso ai profughi tedeschi in fuga davanti all'avanzata sovietica in Prussia orientale. Sopravvissuta indenne alla guerra, venne posta in disarmo il 10 maggio 1945. Acquisita dalla Marina sovietica nel febbraio del 1946, venne ribattezzata Prochnyi (Прочный) ed entrò in servizio con la Flotta del Baltico. Rimase in servizio fino al 28 novembre 1954, quando venne declassata a nave-caserma con il nome di PKZ-99; venne radiata nel giugno del 1956 e demolita poco dopo.

### Z21 Wilhelm Heidkamp
Impostata il 15 dicembre 1937 e varata il 28 agosto 1938, entrò in servizio il 10 giugno 1939. Prendeva il nome dal 1. Pumpmeister Wilhelm Heidkamp che, durante la Battaglia di Dogger Bank, allagò il magazzino delle munizioni dell'incrociatore da battaglia Seydlitz, impedendo così l'esplosione della nave dopo che questa era stata colpita. Il 10 settembre 1939 la nave venne nominata nave ammiraglia del commodoro Friedrich Bonte, comandante dei cacciatorpediniere tedeschi. Nei primi mesi di guerra partecipò alle missioni di minamento nel Mare del Nord, comprese quattro operazioni al largo delle coste britanniche, come pure alle missioni di interdizione del traffico mercantile nemico. Nell'aprile del 1940, sempre al comando di Bonte, partecipò all'Operazione Weserübung come nave ammiraglia del Marinegruppe 1 incaricato di occupare il porto di Narvik; per l'occasione a bordo vennero imbarcati 200 soldati delle truppe da montagna tedesche e il comandante della forza di invasione, generale Eduard Dietl, con il suo Stato maggiore. Il 9 aprile 1940, la Wilhelm Heidkamp entrò per prima nel fiordo di Narvik, dove silurò la vecchia guardacoste norvegese Eidsvold, che stazionava a difesa del porto; la missione venne coronata dal successo, ma le navi tedesche non poterono rientrare in patria a causa della penuria di carburante. La mattina del 10 aprile, una squadra di cacciatorpediniere britannici penetrò non vista nel fiordo di Narvik; il cacciatorpediniere HMS Hardy riuscì ad avvicinarsi alla Heidkamp, ancorata nel porto per rifornirsi, colpendola con un siluro nel magazzino delle munizioni di prua e provocandone l'esplosione. La nave affondò in breve tempo, trascinando con sé il commodoro Bonte e quasi tutto l'equipaggio.

### Z22 Anton Schmitt
Impostata il 3 gennaio 1938 e varata il 20 settembre 1938, entrò in servizio il 24 settembre 1939. Prendeva il nome dal marinaio Anton Schmitt, cannoniere imbarcato sull'incrociatore leggero SMS Frauenlob, che durante la battaglia dello Jutland continuò ad azionare il cannone a cui era addetto finché la nave non affondò, trascinandolo con sé. Prese parte a numerose missioni di posa di mine nel Mare del Nord, compresa una al largo della costa britannica. Nell'aprile del 1940 partecipò all'Operazione Weserübung, inquadrata nel Marinegruppe 1 incaricato di occupare il porto di Narvik; portò a termine la sua missione, ma non poté rientrare in patria a causa della mancanza di carburante. La mattina del 10 aprile 1940 si trovava ancorata nel porto di Narvik quando venne attaccata dal cacciatorpediniere britannico HMS Hunter; colpita da due siluri, esplose e si spezzò in due tronconi, affondando in poco tempo con la perdita di 50 membri dell'equipaggio.